# Victoria 3
Victoria 3 — компьютерная игра, выпущенная 25 октября 2022 года эксклюзивно для сервиса Steam. Разработана шведской компанией Paradox Development Studio, издателем выступила Paradox Interactive. Это продолжение Victoria II 2010 года.

## Игровой процесс
Victoria 3 охватывает всемирную историю с 1836 по 1936 год и позволяет игроку управлять выбранной страной в этот период времени. Игра сфокусирована на политике, экономике и демографии, а игровой процесс сосредоточен на умиротворении групп населения. У них есть множество интересов и разные идеологии.
Ещё одна добавленная механика — это «дипломатические игры», которая в значительной степени заимствована из кризисной системы Victoria II. При попытке заставить другие страны уступить землю или открыть рынки игроки предъявляют целевой стране требование с подробным описанием того, что они хотят, что приведет к тому, что целевая страна получит возможность потребовать уступок от агрессора. После этого обмена требованиями таймер начнет обратный отсчет, поскольку у обеих сторон есть шанс мобилизовать войска и привлечь потенциальных союзников, предлагая добычу. Если дипломатическая резолюция не будет достигнута до истечения таймера, будет объявлена война. Дизайнер Микаэль Андерссон объяснил, что эта система была разработана с намерением преуменьшить роль войны, сделав дипломатию столь же способной.

## Разработка
Игра была анонсирована 21 мая 2021 года на PDXCON: Remixed. До анонса Victoria 3 была темой для мемов в сообществе Paradox, многие шутили, что игра никогда не увидит релиза. Мартин «Wiz» Анвард является игровым директором по разработке проекта.
14 апреля 2022 года анонимный пользователь слил тестовую версию Victoria 3 от 24 марта. Фанаты отметили огромное количество багов, слабую оптимизацию. Пользователи начали выпускать неофициальные патчи для исправления данных проблем. Утечка была обнаружена на 4chan.

Разработчики спустя некоторое время всё же решили прокомментировать данное событие: 
«Мы понимаем, что вы очень ждете игру. Мы тоже ждем и хотим в полной мере поделиться ей с вами. Но есть причина, по которой мы ещё не запустили Victoria 3 в виде открытой беты, раннего доступа или чего-нибудь такого. Да, технически игра работает, но отсутствие баланса и общее состояние не позволяет оценить многие аспекты её механик и их взаимосвязей. Некоторые элементы интерфейса все ещё выглядят неприглядно или просто неинтересны. Важнейшие аспекты ИИ не работают, в игре есть критические ошибки, а обучение и инструкции присутствуют в зачаточном виде. В такой сложной и взаимосвязанной игре как Victoria 3 любая ошибка может спровоцировать эффект домино и исказить весь игровой опыт».
Также Paradox Interactive отметила, что произошедшая утечка не повлияет на стремление предоставить на релизе отличную игру. «Тем не менее, это всё не отменяет того факта, что мы разочарованы и деморализованы сложившейся ситуацией», — подытожили разработчики.

## Отзывы
| Сводный рейтинг       | Сводный рейтинг |
| Агрегатор             | Оценка          |
| --------------------- | --------------- |
| Metacritic            | 83/100          |
| OpenCritic            | 83/100          |
| Иноязычные издания    |                 |
| Издание               | Оценка          |
| Destructoid           | 9,5/10          |
| IGN                   | 8/10            |
| PC Gamer (US)         | 84/100          |
| Русскоязычные издания |                 |
| Издание               | Оценка          |
| 3DNews                | 8,0/10          |
| GoHa.Ru               | «Эпично»        |
| StopGame.ru           | «Похвально»     |
| «Игромания»           | 9/10            |
| «Игры Mail.ru»        | 8/10            |

Игра получила преимущественно положительные отзывы игровой прессы, средневзвешенная оценка на агрегаторе рецензий Metacritic — 83/100.
Энтони Марзано из Destructoid понравилось новое обучение, поскольку оно интуитивно обучает игроков механике и «почти всем концепциям, с которыми вы [могли бы] столкнуться». Журнал PC Gamer похвалил новую экономическую систему Victoria 3, заявив, что она побудила игроков использовать стратегии реального мира. В IGN раскритиковали новую военную механику игры. Журналу PCGamesN понравилась переработанная система колонизации: «Колонизируемые регионы Victoria 3 контролируются коренными народами. Это позволяет им получить независимость, а затем до конца игры играть за суверенную нацию». В Eurogamer считают, что механика экономики не даёт игрокам накопить слишком много денег, что делает дальнейшую игру более интересной: «Она основана на золотом стандарте, и если ваши запасы золота слишком велики, это обесценит валюту. Следовательно, вам нужно  найти способы потратить или временно потерять деньги, например, снизить налоги или ввязаться в красивую, дорогую войну». Люку Планкету из Kotaku не понравилось экономическое микроуправление.